# Łuna 21
Łuna 21 – misja radzieckiej bezzałogowej sondy kosmicznej do badań Księżyca.

## Plan przebiegu misji
Kompleks naukowy misji typu Łuna-Łunochod wynoszony był na orbitę okołoziemską za pośrednictwem rakiety klasy Proton 8K82K. Z orbity parkingowej nakierowywano statek na trajektorię translunarną. Po kilkudniowym locie następowała satelizacja Łuny na orbicie Księżyca. Sonda przebywała na orbicie księżycowej kilka następnych dni, a po skontrolowaniu urządzeń pokładowych rozpoczynano fazę systematycznego obniżania orbity a w końcu właściwą fazę lądowania. Po osiągnięciu powierzchni, lądownik wysuwał zestaw ramp, po których na powierzchnię zjeżdżał pojazd Łunochod. Zadaniem pojazdu było przejechanie jak najdłuższego dystansu i wykonanie szeregu badań w okolicach mniej i bardziej oddalonych od miejsca lądowania sondy.

## Konstrukcja próbnika
Sonda oznaczona fabrycznie jako model Łuna YE-8 zbudowana została przez Instytut Naukowo-Produkcyjny im. Ławoczkina. Składała się z dwóch elementów: lądownika oraz łazika Łunochod 2. 
Lądownik wyposażony był w aparaturę lądującą (komputer i system napędowy) oraz zdalnie wysuwane rampy, po których na powierzchnię zjeżdżał Łunochod.

## Przebieg misji
Łunochod 2 był w założeniu kontynuacją badań, jakie wcześniej na Księżycu przeprowadził pierwszy tego typu zdalnie sterowany pojazd. Tym razem za rejon badań rosyjscy specjaliści wybrali dno starego, mocno już zniszczonego krateru Le Monnier usytuowanego na wschodnim skraju Mare Serenitatis (Morza Jasności). Dzięki zastosowaniu ulepszonych rozwiązań w napędzie zakładano, że pojazd przejedzie większą odległość niż Łunochod 1, naukowcy pragnęli bowiem dokładnie poznać budowę dna tak starego utworu księżycowego jakim był wspomniany krater. 
Sonda Łuna 21 wystrzelona została na parkingową orbitę okołoziemską dnia 8 stycznia 1973, po paru okrążeniach naszej planety została nakierowana na trajektorię w kierunku Księżyca. Satelizacja sondy na orbicie Księżyca miała miejsce niecałe 4 dni później. Próbnik osiągnął mniej kołową orbitę od Łuny 17, ale dzięki temu 13 i 14 stycznia peryselenium zostało obniżone do 16 km. Po wykonaniu 40 orbit, dnia 15 stycznia Łuna 21 po odpaleniu silnika nakierowana została bezpośrednio na powierzchnię i weszła w tryb wolnego opadania. Na wysokości 750 m komputer pokładowy uruchomił główne silniki hamujące, które działały do osiągnięcia przez próbnik wysokości 22 m. Na tej wysokości pracę głównych silników hamujących przejęły silniki wtórne i pracując wyhamowały całkowicie sondę, aż ta nie znalazła się 1,5 m nad powierzchnią. Wtedy też silniki automatycznie wyłączyły się, a lądownik wraz z pojazdem na pokładzie swobodnie i delikatnie opadł na grunt. Zetknięcie z powierzchnią nastąpiło na kilkanaście minut przed północą czasu GMT (czyli wczesnym rankiem czasu moskiewskiego). Zaraz po wylądowaniu Łunochod 2 wykonał szereg zdjęć pobliskiego otoczenia. Wtedy też okazało się, że okolica, choć równinna, jest usiana kamieniami i bardziej przypomina pustynię żwirową niż typowo piaskowo-wydmowy krajobraz. Po zbadaniu stanu lądownika i przede wszystkim pojazdu, przeprowadzeniu wstępnej sesji zdjęciowej miejsca lądowania i zapoznaniu się z otoczeniem sondy, dokładnie 16 stycznia o godzinie 1:14 GMT rosyjscy naukowcy rozkazali sondzie opuścić rampy, po których za chwilę zjechał Łunochod 2.
Wtedy też przeprowadzono sesję fotograficzną lądownika i ponowną sesję miejsca lądowania. Przed wyruszeniem w daleką drogę Łunochod przeszedł na następne dwa dni w tryb uśpienia, podczas którego ładowały się jego baterie litowe. 18 stycznia „przebudził się”, wykonał dodatkowe zdjęcia lądownika i pobliskiego ukształtowania terenu i na rozkaz z Ziemi skierował się na południe od miejsca lądowania. Jako pierwszy cel wyznaczono dokładne zbadanie dna krateru poruszając się w kierunku jego południowych wałów. Zbliżając się do wzgórz tworzących wały, pojazd natrafiał coraz większe skupiska dużych kamieni, przez co poruszanie się nim sprawiało zespołowi kontrolującemu sporo problemów. Do pierwszych wzniesień pojazd dotarł na początku lutego 1973. Wtedy też rozpoczął swą wspinaczkę na teren wyżynny i wkrótce dotarł do bardzo dużych pagórów. Po przejechaniu około 600 m Łunochod zaczął zmieniać kurs na kierunek wschodni, a następnie północno-wschodni. Pierwszą połowę lutego Łunochod 2 spędził na wędrówce na granicy terenu wyżynnego i stromych skarp bezpośrednio prowadzących w kierunku przybrzeżnego dna krateru Le Monnier. Około 1 km trasa pojazdu przebiegła po zewnętrznej krawędzi graniczącego z Le Monnier niedużego krateru. Dzień 20 lutego to data ostatecznego opuszczenia przez robota terenu pagórkowatego i zjechanie jednym z łagodnych zboczy do jednego z licznych tworów zatokowych, składających się na budowę południowej linii brzegowej Le Monnier. Od tego momentu mobilny robot rozpoczął niezmienną wędrówkę w kierunku bardzo interesującego tworu księżycowego - Szczeliny Prostej, która od terenu wyżynnego rozpoznanego przez pojazd, oddalona była wtedy jeszcze o 17 km. Kierując się wzdłuż południowych wałów starego krateru, naukowcy natrafiali po drodze na obszary wyjątkowo łagodne jak na dotychczas poznany teren. Łunochod 2 nie natrafiał w zasadzie na poważniejsze przeszkody, dwa razy koła pojazdu zaryły się w pyliste podłoże, ale silny napęd wehikułu sprawnie poradził sobie z sytuacją. W czasie tego długiego odcinka drogi pojazd minął „wtopiony” w wał Le Monnier mniejszy krater do złudzenia przypominający na panoramicznych fotografiach przesłanych przez pojazd, St.George z miejsca lądowania misji Apollo 15.
20 marca 1973 pojazd dojechał do silnie ukraterowanego rejonu dna. Również zauważono znaczący wzrost liczby dużych kamieni. Ponieważ teren wydawał się niezwykle bogaty geologicznie, specjaliści misji postanowili wykonać w tym miejscu pokaźną liczbę odwiertów i badań magnetometrycznych gruntu. Po zakończeniu badań tego obszaru skierowano się dalej, tym razem lekko zbaczając na południe i wjeżdżając tym samym do dużej półkolistej zatoki będącej południowo-południowo-wschodnim zwieńczeniem krawędzi badanego krateru. Rosyjscy naukowcy wkrótce spodziewali się dojrzeć najbardziej niezwykły twór na całej przejechanej trasie. Dnia 29 marca Łunochod 2 przekazał na Ziemię pierwszą, oddaloną jeszcze fotografię Szczeliny Prostej. Dojechał do niej dzień później i wykonał najbogatszą jak dotąd serię zdjęć panoramicznych. Chcąc kontynuować jazdę w kierunku wschodnim, naukowcy zmuszeni byli oczywiście do objechania szczeliny. Dlatego też Łunochod skierowano na południe wzdłuż lewej krawędzi wysokiej skarpy bezpośrednio prowadzącej do głębokiego dna sąsiadującej szczeliny. Po objechaniu jej południowego krańca, skierowano się na północ a po przejechaniu około 400 m, w związku ze zbliżającą się kolejną nocą księżycową, dnia 19 kwietnia przełączono pojazd w stan hibernacji. Po pierwszej dekadzie maja wyznaczono Łunochodowi zbadanie pobliskich niedużych kraterów, wtedy też pojazd zaczął wykazywać pierwsze objawy późniejszej usterki. Dnia 4 czerwca nie udało się już z nim nawiązać łączności, oficjalnie podano jednak, że program został celowo zakończony. Dopiero po zakończeniu rosyjskiego programu badań Księżyca przyznano, że nastąpiło zbytnie oziębienie aparatury, czego nie wytrzymały wrażliwe baterie zasilające wszystkie urządzenia na pokładzie. O nagłej awarii świadczy również fakt, że Łunochod 2 nie został zaparkowany w sposób umożliwiający wykorzystanie odbłyśnika laserowego dla późniejszych pomiarów z Ziemi.
Pojazd działał dużo krócej niż Łunochod 1, jednakże zdołał przesłać 86 obrazów panoramicznych i aż 80 000 zdjęć przemierzając w tym samym czasie pokaźną odległość – 37 km.

## Efekty misji
Łunochod 2 kontynuował zadania, jakie przeszło 2 lata wcześniej rozpoczął Łunochod 1. Tym razem pojazd wyposażony w ulepszoną i nowocześniejszą technologię zdołał w dużo krótszym czasie pokonać przeszło trzy razy większą odległość niż jego starszy brat. Bardzo rozbudowana i owocna misja Łunochoda 2 utwierdziła rosyjskich badaczy w słuszności tego typu misji. W związku z tym planowano przeprowadzić jeszcze jedną taką wyprawę (Łunochod 3 był już nawet gotowy do wystrzelenia). Jednakże wkrótce również rosyjski program badań Księżyca całkowicie przygasł i z kolejnej misji samobieżnego pojazdu ostatecznie zrezygnowano.